# FK Partizan Belgrad
Der FK Partizan (vollständiger offizieller Name auf Serbisch: Фудбалски клуб Партизан, Fudbalski klub Partizan; deutsch: Fußballklub Partizan) – gewöhnlich Partizan, auch bekannt als Crno-beli („Die Schwarz-weißen“), Parni valjak („Die Dampfwalze“) oder im deutschen Sprachraum auch Partizan Belgrad genannt – ist die Fußballabteilung des serbischen Sportvereins Partizan, die im Belgrader Stadtbezirk Savski Venac beheimatet ist, genauer im Ortsteil Stadion.
Der Hauptstadtklub hat seine ganze Geschichte in der Spitzengruppe des jugoslawischen und serbischen Fußballs verbracht. Er gewann insgesamt 46 Trophäen, davon 27 nationale Meisterschaften, 16 nationale Pokale, 1 nationalen Supercup, 1 Mitropapokal 1978, sowie den Uhrencup 1989. Daneben belegt der Verein in der ewigen Tabelle der 1. jugoslawischen Liga den zweiten Platz. Partizan ist damit hinter Stadtrivale Roter Stern der zweiterfolgreichste Fußballklub Serbiens und des ehemaligen Jugoslawien. Der Verein wurde 1945 von hohen Offizieren der jugoslawischen Volksarmee als Teil des Sportvereins Partizan gegründet.
Das Heimstadion ist das Stadion Partizana, in dem der Klub seit 1949 spielt. Partizan war Teilnehmer am ersten Spiel des erstmals ausgetragenen Europapokals der Landesmeister im Jahr 1955 gegen Sporting Lisabon. In diesem Jahr wurde Milutinović auch zum besten Torschützen mit 8 Toren in diesem Wettbewerb. Im Jahr 1966 erreichte Partizan zudem als erster Verein aus Südost- und Osteuropa das Finale des Europapokals der Landesmeister, in dem man Real Madrid knapp unterlag.
Laut einer Umfrage ist Partizan nach Roter Stern der zweitbeliebteste Fußballklub in Serbien, mit dem der Verein eine der bekanntesten sportlichen Rivalitäten des Fußballs verbindet, bekannt als Večiti derbi („Ewiges Derby“). Der Klub ist auch sehr beliebt in Montenegro und Bosnien und Herzegowina, letzteres vor allem in der bosnisch-serbischen Teilrepublik Republika Srpska. Partizan hat auch zahlreiche Anhänger in allen anderen ehemaligen jugoslawischen Republiken sowie in der serbischen und jugoslawischen Diaspora. Die Fans von Partizan Belgrad nennen sich Grobari (auf Deutsch die Totengräber).

## Geschichte

### 1945–1949: Die Gründungsphase und erstes Double

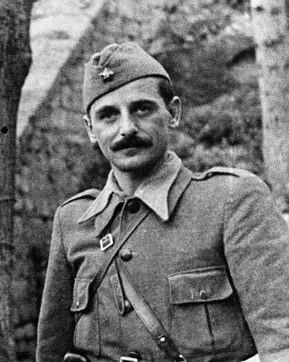
Koča Popović 1943 in Drvar, als Offizier der Partisanen und späterer Mitbegründer von Partizan

Die Vorbereitungen für die Gründung des FK Partizan dauerten mehrere Monate und fanden während des Zweiten Weltkriegs statt. Zu dieser Zeit war Belgrad seit fast einem Jahr (20. Oktober 1944 Schlacht um Belgrad) durch die Partisanen mit der Unterstützung der sowjetischen Einheiten von der deutschen Wehrmacht befreit. Svetozar Vukmanović „Tempo“, ein junger Offizier der jugoslawischen Volksbefreiungsarmee, der sogenannten jugoslawischen Partisanen, befürwortete besonders den Gedanken, dass nahe dem Hauptquartier der Volksbefreiungsarmee in der Hauptstadt Belgrad ein Fußballverein entstehen sollte, der Fußballinteressierte und Angehörige der Armee zusammenbringen und schließlich als Vorbild für die Entstehung weiterer Sportvereine dienen sollte, die Verbindungen zur Armee hatten. Bereits im Sommer 1945 fand eine von der nun Jugoslawischen Volksarmee, die formell aus den Partisaneneinheiten gebildet wurde, organisierte Meisterschaft statt, an der rund 400 Fußballspieler teilnahmen, unter ihnen ein Dutzend vorkriegsbekannte Spieler, darunter auch jugoslawische Nationalspieler und Armeeangehörige. Schon damals erstellte man eine Liste mit den besten Spielern, wovon einige nach Beschluss der Vereinsgründung in die Hauptstadt eingeladen wurden, um Teil der ersten Mannschaft in der Geschichte Partizans zu werden. Bereits zu dieser Zeit befand sich unter den Angereisten Stjepan Bobek, heute einer der bekanntesten Spieler der Clubgeschichte.
Partizan wurde schließlich am 4. Oktober 1945 von jungen Generälen der Jugoslawischen Volksarmee gegründet, unter ihnen befanden sich neben Svetozar Vukmanović „Tempo“ auch Otmar Kreačić „Kultura“, Peko Dapčević, Ratko „Čoče“ Vujović sowie Koča Popović und Mijalko Todorović „Plavi“, die den Club als Fußballabteilung des Jugoslovensko sportsko društvo Partizan (deutsch: Jugoslawischer Sportverband Partizan) ins Leben riefen, der zu Ehren der jugoslawischen Partisanen benannt wurde, zu denen die Generäle zuvor gehörten. Der Fußballabteilung folgte noch am selben Tag die Gründung der Abteilungen für Leichtathletik, Schach, Basketball und Volleyball, besonders auf Initiative des enthusiastischen Vukmanović, der schließlich zum ersten Vereinspräsidenten bestimmt wurde. Heute sind neben dem Fußballclub besonders der Basketball- und der Wasserballclub Partizans das Aushängeschild des Kollektivs, letzterer ist mit sieben Champions-League-Siegen eines der drei erfolgreichstes Teams in der Geschichte der europäischen Wasserballs.
Der gefeierte Kriegskommandant der Jugoslawischen Armee im Zweiten Weltkrieg Peko Dapčević, später einer der Präsidenten des JSD Partizan, (serbisch: Југословенско спортско друштво Партизан, Jugoslovensko sportsko društvo Partizan, deutsch: Jugoslawischer Sportverband Partizan) schrieb in einem Glückwunschschreiben 1995 anlässlich des 50-jährigen Jubiläums, wie und wann die Idee geboren wurde, Partizan zu gründen.

„Većina nas, mladih generala, koja je igrala i volela fudbal, okupili smo se i dogovorili da osnujemo fudbalski klub. Oko imena nije bilo natezanja: bili smo partizani, bilo je i najprirodnije da se naš klub zove Partizan.
Na samom skupu, čini mi se, neformalno je predsedavao Svetozar Vukmanović Tempo, bili su još prisutni Otmar Kreačić Kultura, Vujica Gajinović, Ratko Čoče Vujović (bio je izbaran za prvog predsednika), Koča Popović, Mijalko Todorović Plavi. Možda još i neko. Ne mogu se setiti, sećanja blede…“

„Die meisten von uns, junge Generäle, die Fußball spielten und liebten, versammelten sich und beschlossen einen Fußballverein zu gründen. Es gab keine Streitigkeiten: wir waren Partisanen und es war nur natürlich, dass der Club Partizan hieß.
An der Versammlung selbst, schien mir, dass Svetozar Vukmanović „Tempo“ informell den Vorsitz führte, Otmar Kreačić „Kultura“, Vujica Gajinović, Ratko „Čoče“ Vujović (wurde zum ersten Präsidenten gewählt), Koča Popović, Mijalko Todorović „Plavi“ waren ebenfalls anwesend. Vielleicht waren auch noch andere dabei. Ich kann mich nicht mehr erinnern, die Erinnerungen verblassen…“

Am 6. Oktober 1945, zwei Tage nach der Gründung, hatte FK Partizan mit dem Testspiel gegen eine Auswahl des Belgrader Stadtbezirks Zemun bereits seine erste Begegnung, die vor 200 Zuschauern mit 4:2 gewonnen wurde. Florijan Matekalo erzielte das erste Tor in der Vereinsgeschichte, während Franjo Glazer Partizans erster Trainer wurde. Die erste Startelf der Geschichte Partizans war die folgende: Čulik, Čolić, Beleslin, Čajkovski, Đurđević, Švaljek, Šereš (Boba Mihajlović), Atanacković, Rupnik, Božović i Matekalo, (Matekalo erzielte zwei Tore, Šereš und Rupnik je eins). Es folgten sieben weitere Spiele, die der Verein alle für sich entscheiden konnte. Dabei erzielte Partizan 45 Tore und kassierte keinen Gegentreffer. In den ersten drei Monaten seines Bestehens absolvierte Partizan auch einige erfolgreiche Begegnungen gegen ausländische Mannschaften. Am 20. Oktober, dem Jahrestag der Befreiung der Hauptstadt durch die Belgrader Operation, spielte man gegen die Auswahl von Prag, gegen die der Verein vor 7000 Zuschauern mit 1:4 seine erste Niederlage kassierte. Am 28. Oktober spielte der Club in der Tschechoslowakei (1918–1992) seine erste Begegnung auf fremdem Boden, genauer in der heutigen slowakischen Stadt Banská Bystrica, wo die Auswahl der slowakischen Streitkräfte mit 3:1 besiegt wurde. Ein paar Tage später gewann Partizan gegen die Auswahl der Banská Bystrica mit 4:1. Am 6. Dezember 1945 wurde Partizan dann zum zweiten Mal durch die Mannschaft von Dynamo Moskau mit 4:3 besiegt.
Zu der Zeit, nur wenige Monate nach der Befreiung Belgrads von der militärischen Besatzung durch das faschistische Deutsche Reich (1933–1945) und durch den ebenso faschistischen Unabhängigen Staat Kroatien (1941–1945), war im blockfreien sozialistischen Jugoslawien (1945–1992) noch kein organisierter Fußballwettbewerb möglich, sodass Partizan nur an Freundschaftsspielen sowie Turnieren im In- und Ausland teilnahm. Das erste Spiel gegen einen ausländischen Verein absolvierte man 1945 gegen ZSKA Moskau.
Mit Illés Spitz (ungarisch: Spitz Illés, serbisch: Ilješ Špic / Иљeш Шпиц) kam 1946 ein sehr erfahrener Trainer zu Partizan, der zu dieser Zeit einen modernen Fußballstil nach Jugoslawien brachte. Seine Methoden waren im damaligen Jugoslawien revolutionär und prägten eine ganze Generation an neuen Spielern und Trainern, die nach ihm kamen. Er wird auch als einer der Mitbegründer der modernen Fußballschule von FK Partizan angesehen.
Als die jugoslawische Meisterschaft in der Saison 1946/47 erstmals nach dem Zweiten Weltkrieg wieder ausgespielt wurde, konnte Partizan bereits bei seiner ersten Teilnahme unter der Führung des neuen Cheftrainers Illés Spitz den Titel erringen. Darüber hinaus komplettierte der Klub durch einen 2:0-Finalsieg gegen den FK Naša Krila Zemun im jugoslawischen Pokal den gelungenen Einstand zum ersten Double. Nach einer 0:3-Niederlage gegen den Stadtrivalen Roter Stern im Pokalfinale der darauffolgenden Saison konnte der Verein in der Saison 1948/49 die zweite Meisterschaft gewinnen, welche jedoch dann längere Zeit nicht wiederholt werden konnte. Von da an machten Dinamo Zagreb, Hajduk Split und vor allem Roter Stern die Meisterschaft erstmal unter sich aus.

### 1949–1959: Pokalsiege, Vizemeisterschaften und eigenes Stadion

Erste dokumentierte Flagge Serbiens unter dem serbischen König Vladislav Nemanjić I. von 1281. Die Hauptfarben Rot und Blau bildeten die symbolische Grundlage für die ursprünglichen Vereinsfarbe, die 1958 durch das kommunistische Regime abgeschafft wurden.

Nach dreijähriger Bauzeit spielte der Verein ab Oktober 1949 in seiner eigenen 55.000 Zuschauer aufnehmenden Spielstätte, dem Stadion der jugoslawischen Volksarmee bzw. dem Stadion JNA, heute als Stadion Partizana bekannt. Abgesehen von drei Pokalsiegen in den Jahren 1952, 1954 und 1957, bei denen man jedes Mal gegen Stadtrivalen gewann, davon zweimal gegen Roter Stern und einmal gegen Radnički, konnte der Verein vier Vizemeisterschaften in den 1950er gewinnen, die vor allem gegen Ende des Jahrzehnts einen deutlichen Aufwärtstrend einleiteten. Dabei lagen nur Dinamo Zagreb und Roter Stern je zweimal vor Partizan.
Ein Highlight dieser Zeit war die Teilnahme des Vereins an dem erstmals ausgetragenen Europapokal der Landesmeister 1955/56, zu dem Partizan trotz des lediglich vierten Platzes in der heimischen Meisterschaft gemeldet wurde. Am 4. September 1955 fand schließlich das erste Spiel dieses Wettbewerbs zwischen Partizan und Sporting Lissabon statt. Nachdem in der ersten Runde der portugiesische Vertreter besiegt wurde, schlug man im Rückspiel der Viertelfinalpartie Real Madrid mit 3:0, schied aber aufgrund der 0:4-Hinspielniederlage in Madrid aus dem Wettbewerb knapp aus. Partizan stellte dabei mit Miloš Milutinović, der acht Tore erzielte, den ersten Torschützen und zugleich den ersten Torschützenkönig des Europapokals der Landesmeister.
1958 musste der Verein auf Anweisung der kommunistischen Führung die Trikotfarbe ändern. Neu war die Vereinsfarbe Weiß und Schwarz, nicht mehr Rot und Blau, die zuvor symbolisch für die Hauptfarben der Serbischen Flagge standen, was dem Regime missfiel. Ebenso wurde das Vereinswappen geändert. Partizan war die erste Sportmannschaft in Jugoslawien der die schwarz-weisse Farbkombination hatte. In den 1950ern beendete der Verein zudem seine Armeezugehörigkeit und wurde ein unabhängiger Fußballverein unter dem Dachverband des Sportvereins Partizan, dessen erster Präsident Partizan-Mitbegründer, Generaloberst der jugoslawischen Volksarmee und jugoslawischer Volksheld Ratko Vujović wurde.

### 1959–1966: Meisterschaftshattrick und europäische Finalteilnahme

Die Aufstellungen im Europapokal der Landesmeister-Finale von 1966 zwischen Partizan und Real Madrid

Die 1960er-Jahre begannen spektakulär für den Klub aus Belgrad. Die zuvor getroffene Entscheidung der Vereinsführung, sein Scouting im ganzen Land auszuweiten und sich dabei mit jungen, talentierten Spielen zu verstärken, führte schnell zum Erfolg. Partizan konnte hintereinander die ersten drei Meisterschaften des neuen Jahrzehnts gewinnen, der erste „Titel-Hattrick“ in der 1. jugoslawischen Liga. Durch die Effizienz dieser Generation erhielt der Klub den Spitznamen Parnji Valjak („Die Dampfwalze“).
Diese Erfolge wurden jedoch von einer Tragödie überschattet. Am 20. Oktober 1962 verlor Partizan sowie die jugoslawische Nationalmannschaft auf tragische Art und Weise einen ihrer Spieler. Verteidiger Bruno Belin, der bis dahin 203 Spiele für den Verein absolvierte und 14 Tore schoss, sowie 25-mal für Jugoslawien spielte, starb bei einem Autounfall auf der Autobahn Belgrad-Zagreb. Er wurde nur 33 Jahre alt. Ihm zu Ehren trägt die Jugendschule des Vereins unter anderem auch seinen Namen, die Partizan-Jugendakademie Belin – Lazarević – Nadoveza.

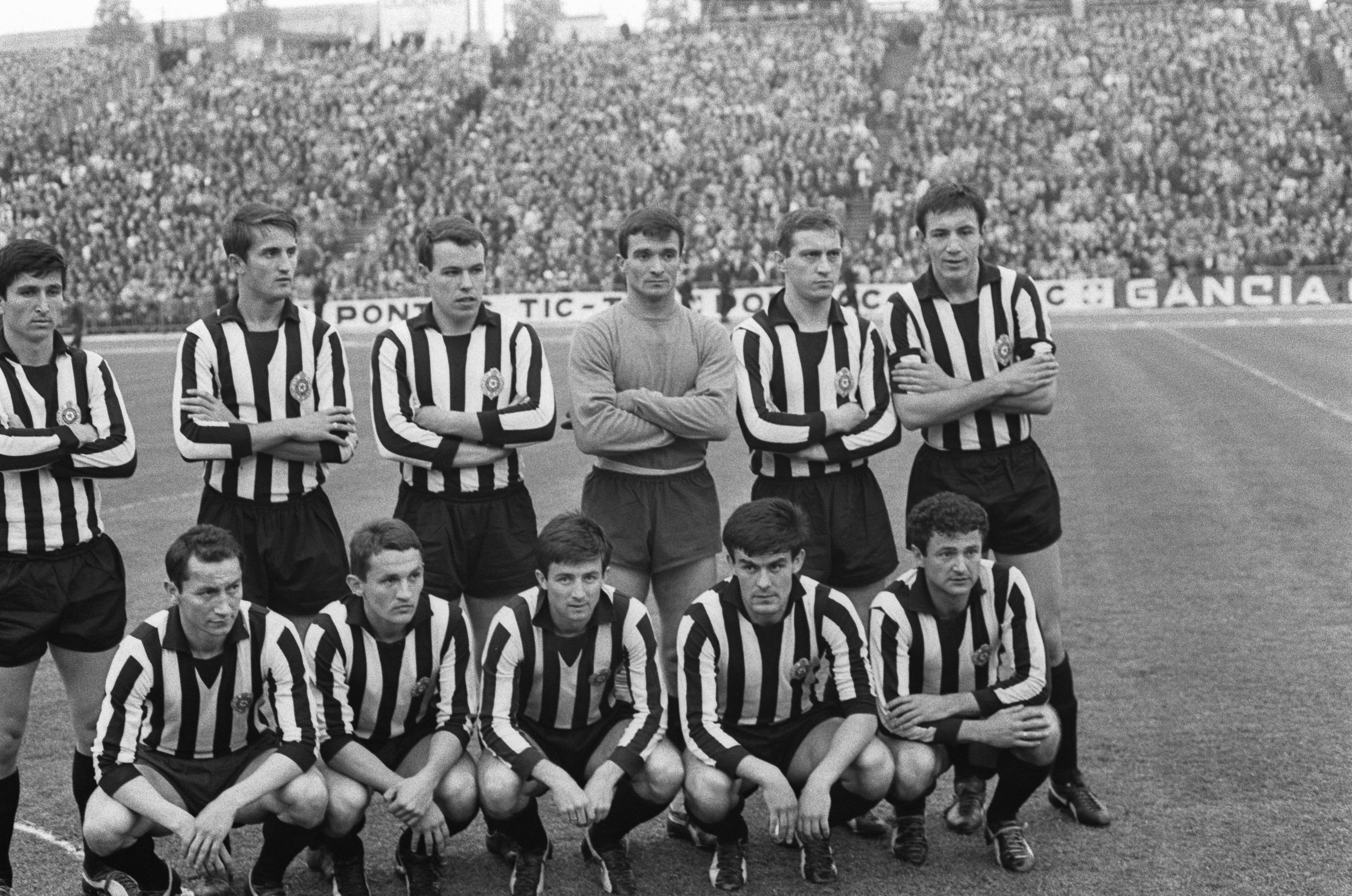
Team von Partizan Belgrad gegen Real Madrid, 1966 Brüssel

In den anschließenden europäischen Landesmeisterwettbewerben scheiterte Partizan jeweils nacheinander an Juventus Turin, ZSKA Sofia und Inter Mailand. Es folgte nach einer titellosen Saison eine weitere, die mittlerweile sechste, jugoslawische Meisterschaft im Jahr 1965 und direkt im Anschluss die erfolgreichste europäische Pokalteilnahme des Vereins, der Europapokal der Landesmeister 1965/66.
Unter der Leitung von Trainer Abdulah Gegić stand der Klub nach Siegen unter anderem über Werder Bremen und Manchester United im Endspiel erneut Real Madrid gegenüber. Partizan stand als erster Verein aus Südost- und Osteuropa das Finale des Europapokals der Landesmeister. Das Finale fand am 11. Mai 1966 im Heysel-Stadion von Brüssel vor gut 55.000 Zuschauern statt, wo Partizan nach einer 1:0-Führung durch Velibor Vasović noch während der letzten 20 Minuten des Spiels mit 1:2 verlor.

### 1966–1989: Flaute und Comeback
Nach der knappen Niederlage im Finale gegen Real Madrid im Europapokal der Landesmeister 1965/66, verpasste es die Vereinsführung den Verein auf diesem hohen Niveau zu halten und Partizan fiel in eine organisatorische Krise. Alle Hauptakteure unterschrieben Verträge mit Klubs aus Westeuropa, wodurch diese vielversprechende Generation auseinanderfiel. Milutin Šoškić und Fahrudin Jusufi wechselten in die westdeutsche Bundesliga zum 1. FC Köln bzw. Eintracht Frankfurt. Milan Galić zog es zu Standard Lüttich, während Vladimir Kovačević zum FC Nantes ging. Schließlich verließ auch noch Innenverteidiger Velibor Vasović den Verein, der Spieler, der das Führungstor gegen Real Madrid im Finale erzielt hatte, und wechselte zu Ajax Amsterdam. Es begann die Zeit der mittelmäßigen Ergebnisse.
Zum Ende der 1960er-Jahre konnte der Verein immer weniger an die kurz zuvor noch gezeigten Leistungen anknüpfen und musste sich (wie bereits in den 1950er Jahren) bis weit in die 1970er-Jahre mit der Rolle des nur zweitbesten Vereins in Belgrad hinter dem Lokalrivalen Roter Stern zufriedengeben. Ein Indikator für eine erneute sportliche Aufwärtsbewegung war dann das Erreichen des Achtelfinales im UEFA-Pokal 1974/75, in dem man dann nach einem 1:0-Hinspielsieg gegen den 1. FC Köln mit einer 1:5-Niederlage in Köln ausschied. National folgte in der Spielzeit 1975/76 die siebte Meisterschaft. Zwei Jahre später folgte der achte Titel. International konnten die guten Leistungen nicht ausgebaut werden und der Verein scheiterte jeweils in der ersten Runde des Landesmeisterpokals an Dinamo Kiew und Dynamo Dresden.
Trotz dieser Titel durchlebte der Verein in den vier unmittelbar folgenden Jahren eine sportliche Talfahrt, als nicht nur plötzlich die Meisterschaft in weite Ferne rückte, sondern sich auch die Abstiegsplätze in Reichweite befanden. Ausgehend von diesem Tiefpunkt gewann Partizan überraschend schnell in der Saison 1982/83 wieder die jugoslawische Meisterschaft, zum großen Teil durch außergewöhnliche Leistungen des jungen Dragan Mance. Der für seinen individuellen Torjubel bekannte Stürmer erzielte in der Liga 15 Tore und wurde sofort zum Publikumsliebling. Er führte den Klub in die dritte Runde des UEFA-Pokal 1984/85 in einem der denkwürdigsten Spiele in der Geschichte des Vereins. Die Queens Park Rangers gewannen das Hinspiel mit 6:2, jedoch siegte Partizan im Rückspiel mit 4:0. Ein Tor von Mance gegen die Engländer wird als eines der schönsten und bedeutendsten Tore in der Geschichte von Partizan betrachtet. Ebenso wurde das Spiel auf Platz 70 unter den Top 100 der größten Spiele in der Geschichte des Fußballs gewählt, die während einer Umfrage von Eurosport im September 2009 durchgeführt wurde.
Doch die bis dahin erfolgreiche Karriere von Mance sollte durch eine Tragödie beendet werden. Am 3. September 1985 verloren Partizan Belgrad und die Jugoslawische Nationalmannschaft einen ihrer Spieler sowie die Fans ihren absoluten Liebling auf tragische Art und Weise. Mance, der bis dahin 279 Spiele für den Verein absolvierte und 174 Tore schoss, sowie 4-mal für Jugoslawien auflief, starb am bei einem Autounfall auf der Autobahnstrecke Belgrad-Novi Sad. Sein Tod löste landesweit tiefe Bestürzung aus. Er wurde nur 22 Jahre alt und war auf dem Höhepunkt seiner Popularität bzw. noch jungen Karriere. Auch heute noch wird Dragan Mance von vielen Partizan-Anhängern als größte Vereinslegende betrachtet und verehrt. Ihm zu Ehren trägt die Straße neben dem Stadion Partizana seit 2011 seinen Namen.
1986 und 1987 konnte die jugoslawische Meisterschaft erneut gewonnen werden, wobei Partizan danach für den europäischen Landesmeisterwettbewerb nicht meldete und stattdessen Roter Stern bzw. Vardar Skopje nominiert wurden. Vardar hatte nach einem 6-Punkte-Abzug für mehrere jugoslawische Vereine die Meisterschaft zugesprochen bekommen, was erst später wieder korrigiert und Partizan zum Meister der Saison 1986/87 erklärt wurde. 1987 nahm Partizan seine ersten ausländischen Spieler unter Vertrag, die chinesischen Nationalspieler Jia Xiuquan und Liu Haiguang. Obwohl sie nie Stammspieler wurden, waren sie unter den Partizan-Fans sehr bekannt.
1989 rundete der Verein die 1980er-Jahre dann positiv durch den Gewinn des fünften jugoslawischen Pokals ab und besiegte dabei im Finale Velež Mostar spektakulär mit 6:1. Im selben Jahr wurde Ivan Ćurković Klubpräsident, während Mirko Marjanović Präsident der Geschäftsleitung Partizans wurde. Im Oktober 1989 verbrannten die Fans von Hajduk Split während eines Heimspiels gegen Partizan, die Nationalflaggen Jugoslawiens, das landesweite Empörung verursachte und ein Vorbote des Jugoslawienkriegs war. Das Spiel wurde beim Stand von 0:2 für Partizan abgebrochen. Die letzte Trophäe vor dem Auseinanderbrechen Jugoslawiens war der Gewinn des jugoslawischen Supercups, der zum ersten und einzigen Mal ausgetragen wurde.

### 1989–1999: Fußball während des Balkankonflikte

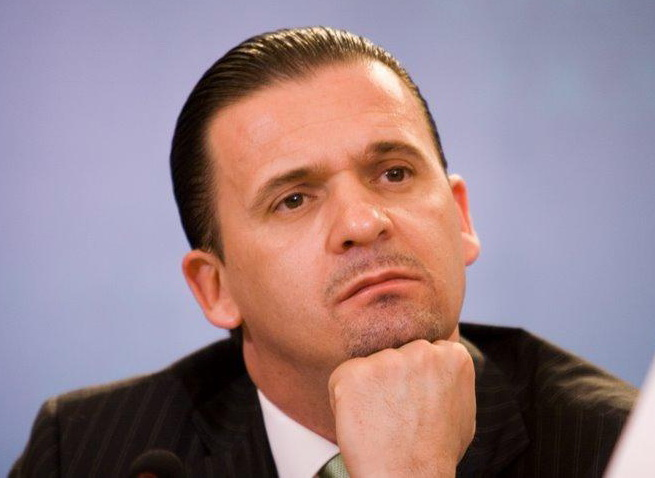
Offensivspieler Predrag Mijatović absolvierte von 1989 bis 1993 über 100 Ligaspiele für Partizan und erzielte dabei 45 Tore

Nach dem Tod von Staatspräsident Josip Broz Tito 1980 wuchsen die ethnischen Spannungen im Lande, mit der Folge, dass in den frühen 1990er Jahren der Staat zu zerfallen begann und der Jugoslawienkrieg ausbrach. Inmitten einer turbulenten Saison 1991/92, in deren Vorfeld die kroatischen und slowenischen Vereine die Liga verließen, nachdem diese Länder ihre einseitige Unabhängigkeit von Jugoslawien erklärt hatten, und Spiele, an denen bosnisch-herzegowinische Vereine beteiligt waren, außer Borac Banja Luka, aufgrund des Bosnienkriegs teilweise oder vollständig gestrichen bzw. annulliert wurden, gewann der Verein seinen sechsten Pokal durch einen Sieg gegen Roter Stern.
In der darauffolgenden Spielzeit traten alle bosnisch-herzegowinischen und mazedonischen Vereine, bis auf Borac Banja Luka, aus der Liga aus. Jugoslawien zerfiel in seine Einzelstaaten, jedoch arrangierten sich Serbien und Montenegro und formten im April 1992 die Bundesrepublik Jugoslawien. Bereits Ende Mai verhängten jedoch die Vereinten Nationen gegen das Land UN-Sanktionen. Dies führte zum wirtschaftlichen Niedergang Jugoslawiens und zur Hyperinflation des jugoslawischen Dinars.

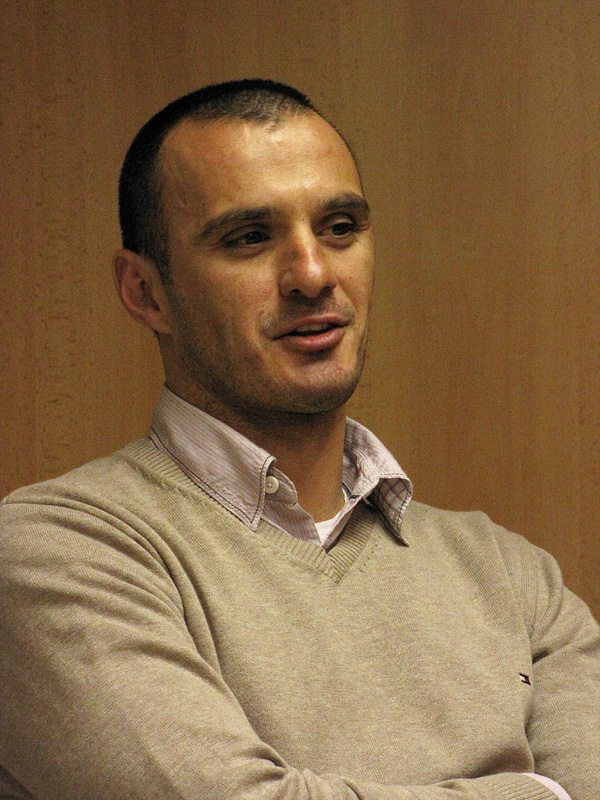
Torhüter Ivica Kralj stand 149-mal für Partizan im Tor, mit dem er mehrere Titel gewann

Seit der Spielzeit 1992/93 entwickelte sich zumeist ein Zweikampf zwischen Partizan und Roter Stern. Dies führte unter Trainer Ljubiša Tumbaković neben dem Pokalsieg 1994 zu weiteren Meistertiteln für Partizan in den Jahren 1993, 1994, 1996 und 1997. 1997 konnte Partizan ebenfalls den Pokal gewinnen. Während der Saison 1994/95 erlaubte die UEFA allen jugoslawischen Fußballvereinen wieder am Europapokal teilzunehmen, während die Nationalmannschaft weiterhin ausgeschlossen blieb.
Doch schließlich traf ein weiterer Schicksalsschlag die jugoslawischen Vereine, denn anstatt dort weitermachen zu dürfen, wo sie im Frühjahr 1992 aufhören mussten, beschloss die UEFA, dass die bis dahin erreichten Punkte für die UEFA-Fünfjahreswertung aller jugoslawischen Vereine gelöscht werden sollten. Somit wurde Partizan praktisch am Ende der UEFA-Fünfjahreswertung bzw. UEFA-Klubrangliste platziert. Diese Entscheidung sollte nicht nur für Partizan langfristige katastrophale Folgen haben, sondern für den gesamten jugoslawischen Fußball. Anstatt die Vorzüge der jahrzehntelangen Arbeit zu genießen und einen Platz in der 1. Runde im UEFA-Pokal 1996/97 zu bekommen, mussten sie bereits in der Vorrunde starten.
Nach wenigen Jahren des Friedens standen die jugoslawischen Clubs wieder vor schwierigen Zeiten. Zwischen 1998 und 1999 verschlechterte sich die Lage in der serbischen Provinz Kosovo aufgrund der anhaltenden Auseinandersetzungen zwischen jugoslawischen Sicherheitskräften und der albanischen paramilitärischen Organisation UÇK. Vier Tage nach dem 112. Belgrader Derby zwischen Partizan und Roter Stern, begann die von den USA angeführte drei Monate andauernde NATO-Bombardierung Jugoslawiens, obwohl kein UN-Mandat vorlag und somit ohne die Zustimmung der Vereinten Nationen. Während dieser tragischen Periode konnte Partizan in der Saison 1998/99 unter äußerst schwierigen Umständen die Meisterschaft wieder für sich entscheiden.

### 1999–2017: Nationale Dominanz
Seit 2000 wurde der Meistertitel stets zwischen Partizan und Roter Stern ausgespielt, die meist die beiden ersten Plätze in der Abschlusstabelle belegten. Partizan konnte dabei in den Jahren 2002, 2003 und 2005 den Titel erringen, wobei die beiden letztgenannten Meisterschaften den ersten Titeln des Vereins als „Meister des Landes Serbien und Montenegro“ (anstatt zuvor Bundesrepublik Jugoslawien) gleichzusetzen waren. 2003 konnte sich die Mannschaft erstmals für die neu geschaffene Champions League qualifizieren, nachdem man in der letzten Qualifikationsrunde Newcastle United nach Elfmeterschießen ausgeschaltet hatte. Die Gegner in der Gruppenphase waren Rekordsieger Real Madrid, der spätere Sieger FC Porto und Olympique Marseille. Partizan konnte zuhause gegen jeden Gegner jeweils ein Unentschieden einfahren, doch damit kam man nicht über den letzten Platz hinaus.
In den darauf folgenden Jahren setzte sich die positive internationale Entwicklung fort. Im UEFA-Pokal 2004/05 erreichte man das Achtelfinale, wo man gegen den späteren Sieger ZSKA Moskau ausschied. 2006 erhielt der Verein von der UEFA die Auszeichnung für „die beste europäische Jugendarbeit“. In den Saisons 2006/07 und 2008/09 des UEFA-Pokals erreichte man jeweils die Gruppenphase nach Bestehen der ersten Runde, 2009/10 qualifizierte man sich für die Gruppenphase der neu geschaffenen UEFA Europa League. Von 2008 bis 2011 konnte der Verein dreimal in vier Jahren das Double gewinnen und erstmals in seiner Geschichte zweimal hintereinander. Lediglich im serbischen Pokal 2010 gab es keinen Titel.
Im Jahr 2010 erreichte man zum zweiten Mal die Champions-League-Gruppenphase nachdem man den belgischen Rekordmeister RSC Anderlecht nach Elfmeterschießen bezwungen hatte. In seiner Gruppe mit Schachtar Donezk, FC Arsenal und Sporting Braga verlor Partizan jedoch alle Spiele und schied als Letzter aus.
Auch im Jahr 2012 wurde Partizan serbischer Meister, womit der Verein mittlerweile eine Reihe von fünf aufeinanderfolgenden Meistertiteln aufstellte. Er spielte zudem in der Gruppenphase der UEFA Europa League 2012/13, wurde dort jedoch mit drei Punkten Letzter.
In der Saison 2012/13 wurde trotz Tabellenführung der Trainer Vladimir Vermezović entlassen und durch Vuk Rašović ersetzt. Nachdem der Titelverteidiger lediglich zwei seiner letzten sechs Ligaspiele gewonnen hatte, lag der Verein nur noch zwei Punkte vor dem stark aufholenden Erzrivalen Roter Stern, nachdem man Mitte März bereits elf Punkte Vorsprung gehabt hatte. Schließlich kam es drei Spieltage vor Schluss zum alles entscheidenden Duell zwischen diesen beiden Mannschaften, das Partizan durch einen Freistoßtreffer von Miloš Jojić in der Nachspielzeit für sich entscheiden konnte. Die 25. Meisterschaft wurde schließlich am vorletzten Spieltag perfekt gemacht, als man beim Absteiger FK Smederevo mit 2:0 gewann. Für Partizan war es die sechste Meisterschaft in Serie und die 25. der Vereinsgeschichte.
2014 ging die Meisterschaft wieder an Roter Stern, womit Partizan Vizemeister wurde. Der Verein konnte sich für die Gruppenphase der Europa League 2014/15 qualifizieren, in der er jedoch mit nur einem Tor und zwei Punkten erneut Letzter wurde. 2015 wurde Partizan wieder Serbischer Meister. Der Verein hat sich aber nicht für die Champions League qualifizieren können und nahm deswegen an der Gruppenphase der Europa League 2015/16 teil. Im letzten Gruppenspiel vergab man den zweiten Platz an den FC Augsburg, der durch die bessere Tordifferenz am Ende Zweiter wurde. Auch 2016 musste man den Meistertitel an Roter Stern abgeben.

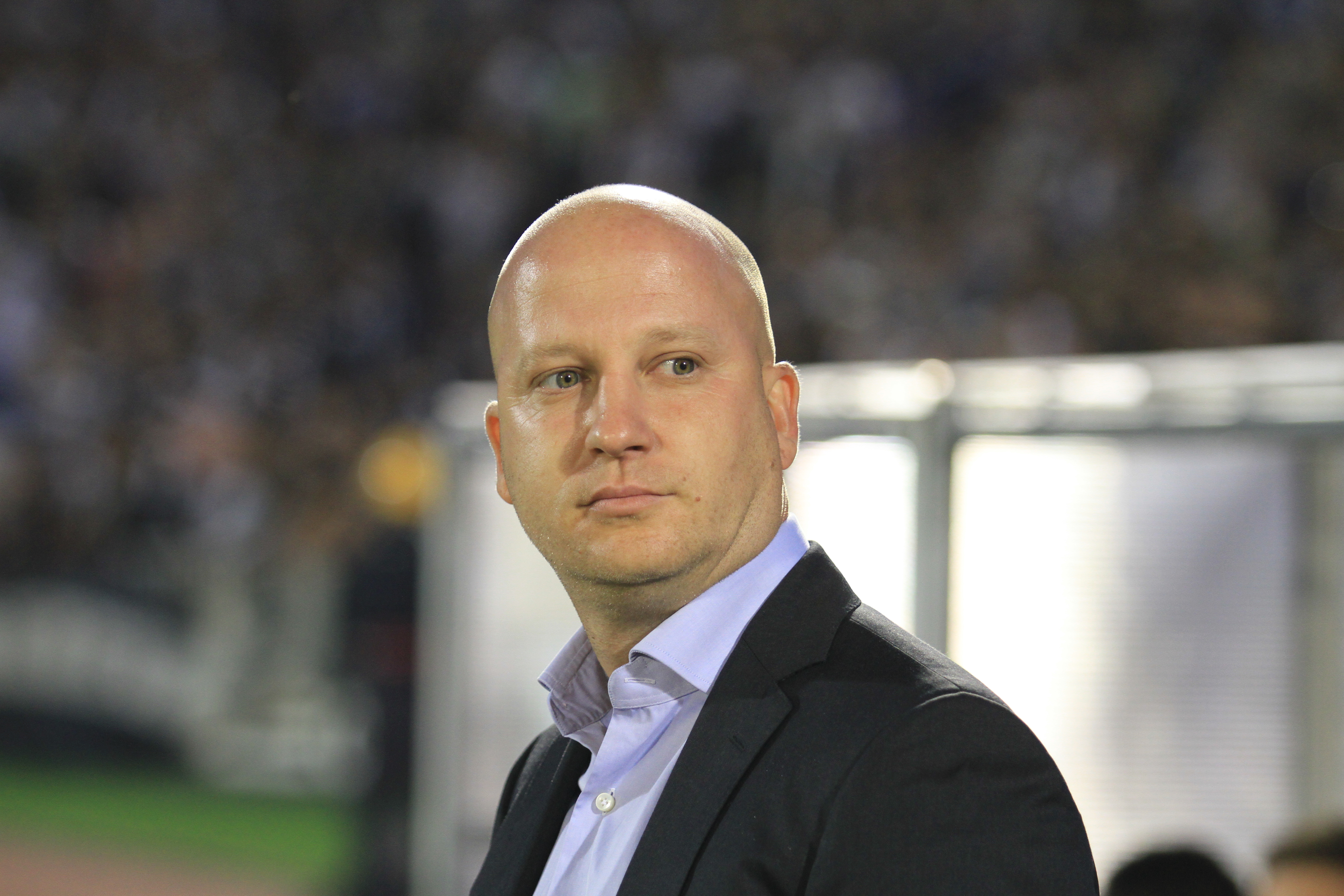
Marko Nikolić

Partizan startete sehr ambitioniert in die Saison 2016/17 in der Annahme, sich für die Europa League zu qualifizieren. Nach dem Ausscheiden in der zweiten Runde der Qualifikation gegen Zagłębie Lubin und den schlechten Ergebnissen in der heimischen SuperLiga, trat der Trainer Ivan Tomić zurück und Marko Nikolić übernahm die Bank. Diese Entscheidung wurde von vielen Fans anfangs nicht gutgeheißen. Kurz nach der Übernahme von Nikolić zeigten sich die ersten positiven Ergebnisse. Ende des Kalenderjahres war Partizan in der Tabelle schon auf Platz zwei hinter Roter Stern. Nach der Ligapause knüpfte Partizan wieder an die Siegesserie an und stieß Anfang Mai erstmals nach 637 Tagen auf Platz eins. Die guten Ergebnisse und die Tatsache, dass die Mannschaft nach so langer Zeit wieder an der Tabellenspitze war, wuchs die Euphorie bei den Fans so an, dass sich am drittletzten Spieltag – obwohl das Stadion gesperrt war – rund 10.000 Fans vor dem Stadion versammelten und zusammen über große Leinwände live den Sieg gegen FK Voždovac mitverfolgten. Im zweitletzten Spiel gegen FK Radnički Niš auswärts, reisten so viele Fans aus allen Teilen des Landes sowie Montenegro und der Republika Srpska an, dass viele nicht ins Stadion konnten. Nach dem 3:1-Sieg über Radnički Niš wurde Partizan offiziell Meister, einen Spieltag vor Ende der Meisterschaft. Dies war der 27. Ligatitel. Am 27. Mai 2017 kam es in weiterer Folge zum Cupfinale im eigenen Stadion gegen den ewigen Rivalen Roter Stern. Das Ewige Derby (serbisch: Večiti Derbi) wurde nach einem Kopfballtor von Nikola Milenković 1:0 entschieden. Partizan gewann nach sechs Jahren wieder ein Double, sein sechstes in der Klubgeschichte. Das Stürmerduo Leonardo und Uroš Đurđević erzielten in dieser Saison in alle Wettbewerben 54 Tore. Der Serbe erzielte 28 und der Brasilianer 26 Tore. Am Ende der Saison wechselte Marko Nikolić zum Fehérvár FC. Seither haben die Trainer von Partizan meist keine lange Amtszeit.

### Seit 2017: Im Schatten des Erzrivalen
Nachdem man in der 3. Qualifikationsrunde zur UEFA Champions League 2017/18 an Olympiakos Piräus scheiterte, setzte sich Partizan in der Play-off-Runde zur UEFA Europa League 2017/18 gegen Fehérvár FC durch. In der Gruppenphase konnte der Verein hinter Dynamo Kiew bzw. vor dem BSC Young Boys und KF Skënderbeu den zweiten Platz belegen. In der Sechzehntelfinale schied man nach einem 1:1-Heimremis und einer 0:2-Auswärtsniederlage gegen Viktoria Pilsen aus. Partizan sicherte sich mit einem 2:1-Sieg über FK Mladost Lučani seinen 15. Pokaltitel, wurde jedoch mit 17 Punkten Rückstand auf Roter Stern Vizemeister.
Insbesondere in der Liga geriet Partizan Belgrad in den folgenden Jahren immer mehr in den Schatten seines Erzrivalen Roter Stern, der seit 2018 in jeder Saison den Meistertitel gewinnen konnte. Ein 1:0-Derbysieg im Pokalfinale 2019 brachte Partizan den bisher letzten Pokalsieg. Es war zu diesem Zeitpunkt der vierte in Folge. In der Liga belegte man jedoch erstmals seit der Unabhängigkeit Serbiens nur Platz 3. In der UEFA Europa League 2019/20 konnte Partizan erneut die Gruppenphase erreichen, wo er in einer Gruppe mit Manchester United, AZ Alkmaar und FK Astana spielte. Mit acht Punkten reichte es diesmal aber nur zu Platz 3.
In den nächsten drei Jahren ging das Pokalfinale immer verloren. 2020 war gegen den FK Vojvodina nach einem 2:2 im Elfmeterschießen Schluss. Die beiden Jahre darauf unterlag man jeweils Roter Stern – 2021 verlor man nach einem 0:0 erneut im Elfmeterschießen, 2022 setzte es eine 1:2-Niederlage.
In der Saison 2021/22 spielte Partizan erstmals in der neu gegründeten UEFA Europa Conference League. Der Verein schaffte es, in einer Gruppe mit KAA Gent, Anorthosis Famagusta und FC Flora Tallinn den zweiten Platz zu belegen. Die Serben stiegen in das K.O.-Play-off auf, wo man Sparta Prag mit zwei Siegen bezwingen konnte. Im anschließenden Achtelfinale unterlag man dem späteren Finalisten Feyenoord Rotterdam deutlich mit 3:8 im Gesamtergebnis. Auch in der nachfolgenden Spielzeit spielte Partizan in der Gruppenphase der Europa Conference League. In einer Gruppe mit OGC Nizza, 1. FC Köln und 1. FC Slovácko konnte der Verein mit neun Punkten erneut den zweiten Platz erreichen. Diesmal verlor er aber das K.O.-Play-off gegen Sheriff Tiraspol. Auf einen 1:0-Hinspielsieg in Tiraspol folgte eine 1:3-Heimniederlage. Daraufhin wurde der bisherige Cheftrainer Gordan Petrić entlassen und durch den bisherigen Assistenztrainer Igor Duljaj ersetzt.
In der Saison 2022/23 erreichte Partizan Belgrad seinen bisherigen Tiefpunkt mit dem vierten Platz in der serbischen Liga. Auf den serbischen Meister Roter Stern hatte man mit 26 Punkten einen so großen Rückstand wie nie zuvor. In der darauffolgenden Saison konnte der Verein wieder Vizemeister werden, hatte aber weiterhin 18 Punkte Rückstand auf Roter Stern. Damit nimmt Partizan dennoch zum ersten Mal seit sieben Jahren wieder an der Qualifikation zur UEFA Champions League teil, wo er in der zweiten Runde auf Dynamo Kiew trifft.

## Stadion und Trainingsgelände
Das Stadion von Partizan Belgrad ist eines der ältesten Sportstätten in Jugoslawien und wurde unmittelbar nach dem Zweiten Weltkrieg gebaut. Das Stadion befindet sich an der gleichen Stelle, an der sich das Fußballstadion von BSK (vollständiger offizieller Name auf Serbisch: Београдски спорт клуб, Beogradski Sportski klub; deutsch: Belgrader Sportverein) vor dem Zweiten Weltkrieg befand. Das Projekt entwarf 1946 der serbische/jugoslawische Architekt Mika Janković. Das Stadion wurde nach einer 3-jährigen Bauzeit 1949 fertiggestellt. Am 9. Oktober 1949 wurde das erste Spiel zwischen Jugoslawien und Frankreich (1:1) (Qualifikation für die Weltmeisterschaft 1950) ausgetragen. Bis heute hat das Stadion zahlreiche Teams aus Europa begrüßt, dazu gehörten auch dutzende Nationalmannschaften. Früher lag die Kapazität bei 55.000. Da es 1998 nicht mehr dem europäischen Standard entsprach, wurde es umkonstruiert – heute fasst es 32.710 Zuschauer.
Das SC Partizan-Teleoptik, manchmal auch als SC Teleoptik bezeichnet, ist das Trainings- und Ausbildungszentrum des Vereins, auf dem sich zugleich auch das Fußballstadion des Farmteams Teleoptik Zemun befindet. Es liegt im Belgrader Stadtteil Zemun und gehört zu den modernsten in Europa. Daher erhielt es den mittlerweile weit verbreiteten Beinamen Zemunelo, analog dem Milanello, das Trainingsgelände des AC Mailand.

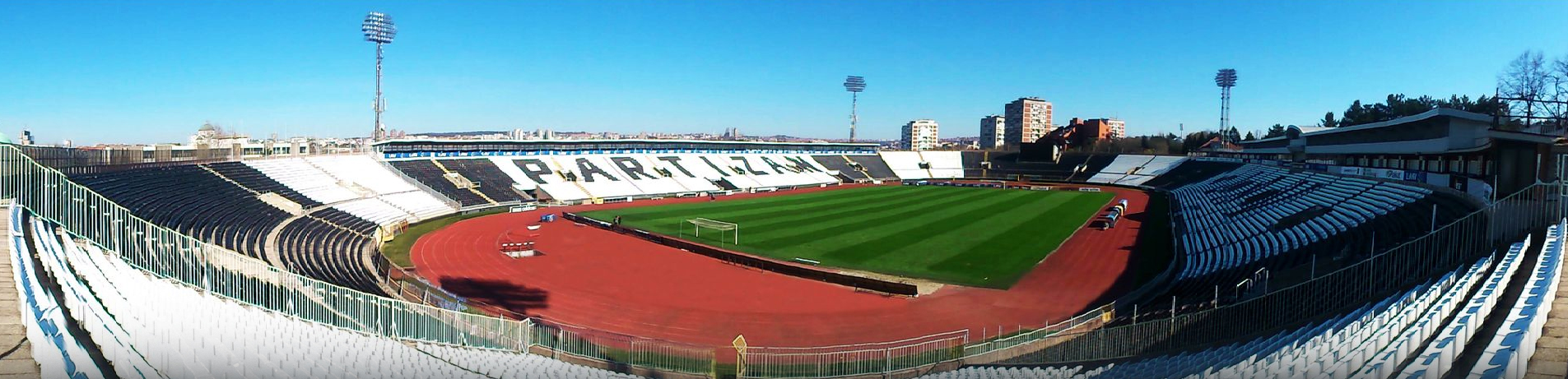
Panoramasicht Stadion FK Partizan

## Fankultur

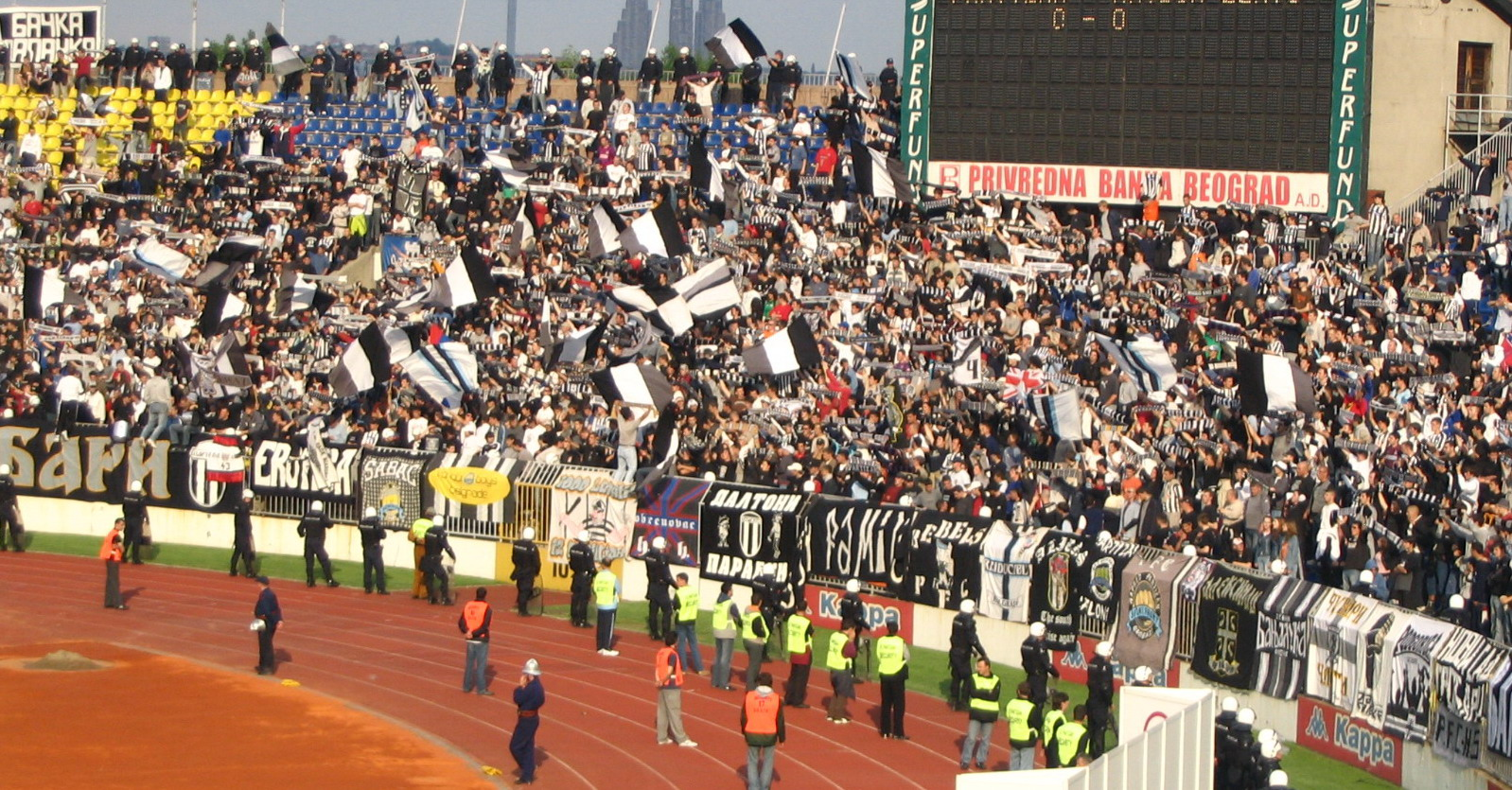
Grobari

Die als Grobari (Die Totengräber) bekannten Anhänger Partizans unterstützen traditionell alle Vereine der Partizan-Familie. Grobari wurden 1970 gegründet und sind die mit abstand die älteste organisierte Fanclub in Serbien. Den Namen Grobari bekamen sie durch die Fans ihres größten Rivalen FK Roter Stern Belgrad, die die schwarz-weißen gestreiften Trikots von Partizan mit der Arbeitskleidung der damaligen Totengräber in Jugoslawien assoziierten. Im Jahr 1999 organisierten Teile der auf der Südtribüne ansässigen Fans eine Aufteilung in zwei verschiedene Gruppen. Der neu formierte Teil wurde fortan bekannt als Južni Front (Südfront) und distanzierte sich von den traditionellen Fans. 2005 kam es zur Wiedervereinigung der Fans unter dem Namen Grobari Jug, und nach dem zweimaligen Ausscheiden im Europapokal zum Boykott gegen den Fußballclub, der von zahlreichen Protestaktionen gegen die Vereinsspitze der Fußballabteilung begleitet wurde. Eine enge Fanfreundschaft verbindet Partizan Belgrad und PAOK Saloniki. Ein Slogan der Partizan Fans lautet Partizan – PAOK, iste boje – ista vera, auf Deutsch: Partizan – PAOK, gleiche Farben – gleicher Glaube. Oft sind griechische Fans bei Fußballspielen, vor allem beim Lokalderby gegen Roter Stern, in Belgrad zu sehen, umgekehrt tauchen auch serbische Fans vor allem bei Basketballspielen auf. Andere befreundete Fanlager sind Anhänger von ZSKA Moskau und ZSKA Sofia. Es bestehen auch gute Beziehungen zu den Fans von Steaua Bukarest.

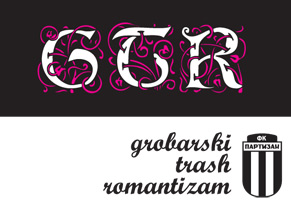
Das Logo des Fanzines Grobarski trash romantizam

2012 erschien mit dem Fanzine Grobarski trash romantizam (kurz GTR) eine ganz neue art von Partizan Fans. Mit satirischen und parodistischen Inhalten aus den Bereichen Kunst, Kultur und Literatur setzen sie Partizan Belgrad in den Vordergrund rund um die Themen. Schnell entwickelte sich aus einer Facebook-Seite eine ganze Bewegung, die nur ein Ziel hatten, Partizan Belgrad in einem künstlerischen Licht darzustellen. Ihre Arbeit umfasste von Ausstellungen, Konzerten, Theaterstücken bis zu Streetart viele Bereiche, die ein fester Bestandteil der heutigen Fankultur von Partizan ist.

## Personen

### Spieler

#### Aktueller Kader 2024/25
Stand: 18. Januar 2025
| Nr. |                              | Position | Name                 |
| --- | ---------------------------- | -------- | -------------------- |
| 1   | Serbien                      | TW       | Aleksandar Jovanović |
| 3   | Serbien                      | AB       | Mihajlo Ilić         |
| 4   | Slowenien                    | AB       | Mario Jurčevič       |
| 7   | Serbien                      | ST       | Jovan Milošević      |
| 9   | Serbien                      | ST       | Đorđe Jovanović      |
| 10  | Israel                       | MF       | Bibras Natcho        |
| 11  | Montenegro                   | MF       | Milan Vukotić        |
| 12  | Serbien                      | AB       | Zlatan Šehović       |
| 14  | Bosnien und Herzegowina      | MF       | Stefan Kovač         |
| 15  | Kongo Demokratische Republik | ST       | Aldo Kalulu          |
| 16  | Ghana                        | MF       | Leonardo Owusu       |
| 17  | Serbien                      | AB       | Marko Živković       |
| 18  | Bosnien und Herzegowina      | AB       | Ninad Mujakić        |
| 19  | Montenegro                   | MF       | Aleksandar Šćekić    |
| 20  | Peru                         | ST       | Joao Grimaldo        |
| 23  | Serbien                      | ST       | Nemanja Nikolić      |
| 24  | Serbien                      | AB       | Vukašin Đurđević     |
| 25  | Belgien                      | AB       | Nathan de Medina     |
| 26  | Serbien                      | AB       | Aleksandar Filipović |

| Nr. |            | Position | Name               |
| --- | ---------- | -------- | ------------------ |
| 27  | Senegal    | MF       | Pape Fuhrer        |
| 29  | Norwegen   | MF       | Ghayas Zahid       |
| 30  | Montenegro | AB       | Milan Roganović    |
| 31  | Serbien    | TW       | Miloš Krunić       |
| 36  | Serbien    | MF       | Ognjen Ugresić     |
| 39  | Ghana      | ST       | Zubairu Ibrahim    |
| 40  | Serbien    | AB       | Nikola Simić       |
| 42  | Serbien    | ST       | Dušan Jovanović    |
| 43  | Serbien    | ST       | Nemanja Trifunović |
| 44  | Serbien    | ST       | Dušan Makević      |
| 45  | Serbien    | MF       | Mateja Stjepanović |
| 50  | Serbien    | AB       | Mijan Lazarević    |
| 70  | Serbien    | AB       | Dimitrije Janković |
| 77  | Korea Sud  | MF       | Goh Young-jun      |
| 78  | Serbien    | MF       | Mihajlo Petrović   |
| 85  | Serbien    | TW       | Nemanja Stevanović |
| 88  | Serbien    | TW       | Marko Kerkez       |
| 90  | Serbien    | TW       | Zoran Alilović     |

### Spieler mit den meisten Spielen
|    | Name                | Spiele | Tore |
| -- | ------------------- | ------ | ---- |
| 1  | Ilić Saša           | 873    | 240  |
| 2  | Vukotić Mmčilo      | 791    | 339  |
| 3  | Klinčarski Nikica   | 565    | 73   |
| 4  | Damjanović Milan    | 537    | 19   |
| 5  | Paunović Blagoje    | 514    | 5    |
| 6  | Mihailović Ljubomir | 512    | 9    |
| 7  | Stojković Nenad     | 492    | 30   |
| 8  | Kovačević Vladimir  | 487    | 319  |
| 9  | Pejović Vlada       | 485    | 2    |
| 10 | Bobek Stjepan       | 478    | 425  |
| 11 | Trifunović Aco      | 477    | 142  |
| 12 | Belin Bruno         | 477    | 49   |
| 13 | Radaković Miloš     | 475    | 10   |
| 14 | Djordjić Svemir     | 466    | 102  |
| 15 | Valok Marko         | 470    | 411  |
| 16 | Varga Zvonko        | 451    | 167  |

### Alle Trainer
| Name                                       | Jahre     |
| ------------------------------------------ | --------- |
| Franjo Glaser                              | 1945–1946 |
| Illés Spitz                                | 1946–1951 |
| Antun Pogačnik                             | 1952–1953 |
| Illés Spitz                                | 1953      |
| Milovan Ćirić                              | 1953–1954 |
| Illés Spitz                                | 1954–1955 |
| Aleksandar Tomašević                       | 1955–1956 |
| Kiril Simonovski                           | 1956–1957 |
| Florijan Matekalo                          | 1957      |
| Géza Kalocsay                              | 1957–1958 |
| Illés Spitz                                | 1958–1960 |
| Stjepan Bobek                              | 1960–1963 |
| Kiril Simonovski                           | 1963      |
| Marko Valok                                | 1963–1964 |
| Florijan Matekalo / Aleksandar Atanacković | 1964      |
| Marko Valok                                | 1965      |
| Abdulah Gegić                              | 1965–1967 |
| Stevan Vilotić                             | 1967      |
| Stjepan Bobek                              | 1967–1969 |
| Stevan Vilotić                             | 1969      |
| Kiril Simonovski                           | 1969–1970 |
| Gojko Zec                                  | 1970–1971 |
| Velibor Vasović                            | 1971–1973 |
| Mirko Damjanović                           | 1973–1974 |
| Tomislav Kaloperović                       | 1974–1976 |
| Jovan Miladinović                          | 1976      |
| Ante Mladinić                              | 1977–1978 |

| Name                                  | Jahre     |
| ------------------------------------- | --------- |
| Florijan Matekalo / Jovan Miladinović | 1979      |
| Josip Duvančić                        | 1979–1980 |
| Tomislav Kaloperović                  | 1980–1982 |
| Miloš Milutinović                     | 1982–1984 |
| Nenad Bjeković                        | 1984–1987 |
| Fahrudin Jusufi                       | 1987–1988 |
| Momčilo Vukotić                       | 1988–1989 |
| Ivan Golac                            | 1989–1990 |
| Nenad Bjeković                        | 1990      |
| Miloš Milutinović                     | 1990–1991 |
| Ivica Osim                            | 1991–1992 |
| Ljubiša Tumbaković                    | 1992–1999 |
| Miodrag Ješić                         | 1999–2000 |
| Ljubiša Tumbaković                    | 2000–2002 |
| Lothar Matthäus                       | 2002–2003 |
| Vladimir Vermezović                   | 2004–2005 |
| Jürgen Röber                          | 2005–2006 |
| Miodrag Ješić                         | 2006–2007 |
| Miroslav Đukić                        | 2007      |
| Slaviša Jokanović                     | 2007–2009 |
| Goran Stevanović                      | 2009–2010 |
| Aleksandar Stanojević                 | 2010–2012 |
| Avram Grant                           | 2012      |
| Vladimir Vermezović                   | 2012–2013 |
| Vuk Rašović                           | 2013      |
| Marko Nikolić                         | 2013–2015 |
| Zoran Milinkovic                      | 2015      |

| Name                  | Jahre     |
| --------------------- | --------- |
| Ljubinko Drulović     | 2015      |
| Ivan Tomić            | 2015–2016 |
| Marko Nikolić         | 2016–2017 |
| Miroslav Đukić        | 2017–2018 |
| Zoran Mirković        | 2018–2019 |
| Savo Milosević        | 2019–2020 |
| Aleksandar Stanojević | 2020-2024 |
| Savo Milošević        | 2024      |

### Alle Präsidenten
| Name               | Jahre     |
| ------------------ | --------- |
| Ratko Vujović      | 1950      |
| Bogdan Vujošević   | 1952–1956 |
| Đuro Lončarević    | 1956–1958 |
| Martin Dasović     | 1958–1962 |
| Dimitrije Pisković | 1962–1963 |
| Ilija Radaković    | 1963–1965 |
| Vladimir Dujić     | 1965–1967 |
| Mića Lovrić        | 1967–1971 |
| Milosav Prelić     | 1971–1973 |
| Vesa Živković      | 1973–1974 |

| Name              | Jahre     |
| ----------------- | --------- |
| Predrag Gligorić  | 1974–1975 |
| Nikola Lekić      | 1975–1979 |
| Vlada Kostić      | 1979–1981 |
| Miloš Ostojić     | 1981–1983 |
| Dragan Papović    | 1983–1987 |
| Zdravko Lončar    | 1987–1988 |
| Ivan Ćurković     | 1989–2006 |
| Nenad Popović     | 2006–2007 |
| Tomislav Karadžić | 2007–2008 |
| Dragan Đurić      | 2008–2014 |

| Name            | Jahre     |
| --------------- | --------- |
| Zoran Popović   | 2014–2015 |
| Milorad Vučelić | 2016–     |

### Bekannte ehemalige Spieler
alphabetisch sortiert
A
- Aco Trifunović
- Alen Stevanović
- Aleksandar Mitrović
- Admir Smajić
- Adem Ljajić
- Andrija Delibašić
- Albert Nađ
- Almami Moreira
- Antun Herceg
- Arađel Todorović

B
- Bora Milutinović
- Branko Zebec
- Branko Brnović
- Branimir Bajić
- Božidar Drenovac
- Borivoje Đorđević
- Boško Đorđević
- Borislav Đurović
- Blagoje Paunović
- Budimir Vujačić

C
- Cléverson Gabriel Córdova

D
- Dragan Mance
- Damir Čakar
- Đorđe Pantić
- Danko Lazović
- Darko Brašanac
- Đorđe Pantić
- Dimitri Davidović
- Dušan Vlahović
- Dževat Prekazi

E
- Emanuel Obiora Odita
- Everton Luiz

F
- Filip Stevanović
- Fahrudin Jusufi
- Fadil Vokrri

G
- Goran Obradović
- Goran Gavrančić
- Goran Pandurović
- Goran Stevanović
- Goran Trobok
- Gordan Petrić

H
I
- Igor Duljaj
- Ilija Zavišić
- Ivan Ćurković
- Ivica Kralj
- Ivica Iliev
- Ivan Golac
- Ivan Tomić
- Iwan Iwanow
- Ismaël Béko Fofana

J
- Jovan Ćurčić
- Jusuf Hatunić
- Josip Pirmajer

K
- Kujtim Shala

L
- Ljubinko Drulović
- Lazar Marković
- Lamine Diarra
- Ljubomir Fejsa
- Ljubomir Mihajlović
- Leonardo da Silva Souza

M
- Marko Janković
- Milan Galić
- Milinko Pantić
- Milan Damjanović
- Milan Vukelić
- Milivoje Ćirković
- Miodrag Ješić
- Miodrag Živaljević
- Miralem Sulejmani
- Miroslav Vulićević
- Mateja Kežman
- Matija Nastašić
- Mustafa Hasanagić
- Mladen Krstajić
- Marko Lomić
- Marko Volak
- Matija Nastasić
- Miloš Milutinović
- Miloš Đelmaš
- Momčilo Vukotić
- Milan Smiljanić
- Milutin Šoškić
- Miroslav Stević
- Marko Valok
- Miloš Jojić
- Milonja Đukić
- Milko Đurovski
- Miodrag Radović

N
- Nenad Đorđević
- Nenad Cvetković
- Nemanja Rnić
- Nebojša Gudelj
- Nebojša Vučićević
- Nikola Budišić
- Nikola Milenković
- Nikola Damjanac
- Niša Saveljić
- Nikica Klinčarski

O
P
- Pavle Grubješić
- Predrag Mijatović
- Pierre Boya

Q
R
- Radomir Antić
- Ratko Čolić
- Radiša Ilić
- Rade Zalad

S
- Stjepan Bobek
- Srđan Baljak
- Savo Milošević
- Slaviša Jokanović
- Stevan Jovetić
- Stefan Savić
- Stefan Babović
- Strahinja Pavlović
- Simon Vukčević
- Srečko Katanec
- Saša Ilić
- Saša Ćurčić
- Slavko Drljača
- Slobodan Rojević
- Slobodan Santrač
- Svemir Đorđić

T
- Taribo West
- Takuma Asano

U
- Uroš Đurđević
- Umar Sadiq

V
- Velibor Vasović
- Vladimir Vermezović
- Veljko Paunović
- Vladimir Ivić
- Vladimir Stojković
- Vladimir Kovačević
- Vlada Pejović
- Vuk Rašović

W
X
Y
Z
- Zvonimir Vukić
- Zoran Mirković
- Zoran Tošić
- Zoran Dimitrijević
- Zoran Cvetanović
- Zlatko Zahovič
- Zlatko Čajkovski
- Zvezdan Čebinac
- Zvonko Varga
- Zvonko Živković
- Zvonimir Vukić
- Zoltan Sabo

## Titel/Erfolge

### National
Jugoslawische/Serbisch-montenegrinische/Serbische Meisterschaft: 27
- 1947, 1949, 1961, 1962, 1963, 1965, 1976, 1978, 1983, 1986, 1987, 1993, 1994, 1996, 1997, 1999, 2002, 2003, 2005, 2008, 2009, 2010, 2011, 2012, 2013, 2015, 2017

Jugoslawischer/Serbisch-montenegrinischer/Serbischer Pokalsieger: 16
- 1947, 1952, 1954, 1957, 1989, 1992, 1994, 1998, 2001, 2008, 2009, 2011, 2016, 2017, 2018, 2019

Jugoslawisches/Serbisch-montenegrinisches/Serbisches Double: 6
- 1947, 1994, 2008, 2009, 2011, 2017

Jugoslawischer/Serbisch-montenegrinischer/Serbischer Vizemeister: 16
1954, 1956, 1958, 1959, 1968, 1970, 1984, 1988, 1992, 1995, 2000, 2001, 2004, 2006, 2007, 2014
Jugoslawischer/Serbisch-montenegrinischer/Serbischer Pokalfinalist: 8
- 1948, 1959, 1960, 1979, 1993, 1996, 1999, 2015, 2020, 2021

Jugoslawischer Supercup-Sieger (1)
- 1989

### International Erfolge
Europapokal der Landesmeister:
- Finalist 1966
- Viertelfinale 1956, 1964

Europapokal der Pokalsieger:
- Viertelfinale 1990

UEFA-Pokal:
- Achtelfinale 1975, 1985, 1991, 2005

Mitropapokal: 1
- 1978

Uhrencup: 1
- 1989

## Europapokalbilanz
| Saison    | Wettbewerb                    | Runde                  | Gegner                    | Gesamt           | Hin            | Rück           |
| --------- | ----------------------------- | ---------------------- | ------------------------- | ---------------- | -------------- | -------------- |
| 1955/56   | Europapokal der Landesmeister | 1. Runde               | Sporting Lissabon         | 8:5              | 3:3 (A)        | 5:2 (H)        |
| 1955/56   | Europapokal der Landesmeister | Viertelfinale          | Real Madrid               | 3:4              | 0:4 (A)        | 3:0 (H)        |
| 1961/62   | Europapokal der Landesmeister | Vorrunde               | Sporting Lissabon         | 3:1              | 1:1 (A)        | 2:0 (H)        |
| 1961/62   | Europapokal der Landesmeister | 1. Runde               | Juventus Turin            | 1:7              | 1:2 (H)        | 0:5 (A)        |
| 1962/63   | Europapokal der Landesmeister | Vorrunde               | ZDNA Sofia                | 2:6              | 1:2 (A)        | 1:4 (H)        |
| 1963/64   | Europapokal der Landesmeister | Vorrunde               | Anorthosis Famagusta      | 6:1              | 3:0 (H)        | 3:1 (A)        |
| 1963/64   | Europapokal der Landesmeister | 1. Runde               | Jeunesse Esch             | 7:4              | 1:2 (A)        | 6:2 (H)        |
| 1963/64   | Europapokal der Landesmeister | Viertelfinale          | Inter Mailand             | 1:4              | 0:2 (H)        | 1:2 (A)        |
| 1965/66   | Europapokal der Landesmeister | Vorrunde               | FC Nantes                 | 4:2              | 2:0 (H)        | 2:2 (A)        |
| 1965/66   | Europapokal der Landesmeister | 1. Runde               | Werder Bremen             | 3:1              | 3:0 (H)        | 0:1 (A)        |
| 1965/66   | Europapokal der Landesmeister | Viertelfinale          | Sparta Prag               | 6:4              | 1:4 (A)        | 5:0 (H)        |
| 1965/66   | Europapokal der Landesmeister | Halbfinale             | Manchester United         | 2:1              | 2:0 (H)        | 0:1 (A)        |
| 1965/66   | Europapokal der Landesmeister | Finale                 | Real Madrid               | 1:2              | 1:2 in Brüssel | 1:2 in Brüssel |
| 1967/68   | Messestädte-Pokal             | 1. Runde               | Lokomotive Plowdiw        | 6:2              | 5:1 (H)        | 1:1 (A)        |
| 1967/68   | Messestädte-Pokal             | 2. Runde               | Leeds United              | 2:3              | 1:2 (H)        | 1:1 (A)        |
| 1969/70   | Messestädte-Pokal             | 1. Runde               | Újpesti Dózsa SC          | 2:3              | 2:1 (H)        | 0:2 (A)        |
| 1970/71   | Messestädte-Pokal             | 1. Runde               | Dynamo Dresden            | 0:6              | 0:0 (H)        | 0:6 (A)        |
| 1974/75   | UEFA-Pokal                    | 1. Runde               | Górnik Zabrze             | 5:2              | 2:2 (A)        | 3:0 (H)        |
| 1974/75   | UEFA-Pokal                    | 2. Runde               | FC Portadown              | 6:1              | 5:0 (H)        | 1:1 (A)        |
| 1974/75   | UEFA-Pokal                    | 3. Runde               | 1. FC Köln                | 2:5              | 1:0 (H)        | 1:5 (A)        |
| 1976/77   | Europapokal der Landesmeister | 1. Runde               | Dynamo Kiew               | 0:5              | 0:3 (A)        | 0:2 (H)        |
| 1978/79   | Europapokal der Landesmeister | 1. Runde               | Dynamo Dresden            | 2:2 (4:5 i. E.)  | 2:0 (H)        | 0:2 n. V. (A)  |
| 1983/84   | Europapokal der Landesmeister | 1. Runde               | Viking Stavanger          | 5:1              | 5:1 (H)        | 0:0 (A)        |
| 1983/84   | Europapokal der Landesmeister | 2. Runde               | Dynamo Berlin             | 1:2              | 0:2 (A)        | 1:0 (H)        |
| 1984/85   | UEFA-Pokal                    | 1. Runde               | Rabat Ajax FC             | 4:0              | 2:0 (A)        | 2:0 (H)        |
| 1984/85   | UEFA-Pokal                    | 2. Runde               | Queens Park Rangers       | (a)6:6(a)        | 2:6 (A)        | 4:0 (H)        |
| 1984/85   | UEFA-Pokal                    | 3. Runde               | Videoton SC               | 2:5              | 0:5 (A)        | 2:0 (H)        |
| 1985/86   | UEFA-Pokal                    | 1. Runde               | Portimonense SC           | 4:1              | 0:1 (A)        | 4:0 (H)        |
| 1985/86   | UEFA-Pokal                    | 2. Runde               | FC Nantes                 | 1:5              | 1:1 (H)        | 0:4 (A)        |
| 1986/87   | UEFA-Pokal                    | 1. Runde               | Borussia Mönchengladbach  | 2:3              | 0:2 (A)        | 2:1 (H)        |
| 1987/88   | UEFA-Pokal                    | 1. Runde               | KS Flamurtari Vlora       | 1:4              | 0:1 (A)        | 1:3 (H)        |
| 1988/89   | UEFA-Pokal                    | 1. Runde               | Slawia Sofia              | 10:00            | 5:0 (H)        | 5:0 (A)        |
| 1988/89   | UEFA-Pokal                    | 2. Runde               | AS Rom                    | (a)4:4(a)        | 4:2 (H)        | 0:2 (A)        |
| 1989/90   | Europapokal der Pokalsieger   | 1. Runde               | Celtic Glasgow            | (a)6:6(a)        | 2:1 (H)        | 4:5 (A)        |
| 1989/90   | Europapokal der Pokalsieger   | 2. Runde               | FC Groningen              | 6:5              | 3:4 (A)        | 3:1 (H)        |
| 1989/90   | Europapokal der Pokalsieger   | Viertelfinale          | Dinamo Bukarest           | 1:4              | 1:2 (A)        | 0:2 (H)        |
| 1990/91   | UEFA-Pokal                    | 1. Runde               | Hibernians Paola          | 5:0              | 3:0 (A)        | 2:0 (H)        |
| 1990/91   | UEFA-Pokal                    | 2. Runde               | Real Sociedad             | 1:1 (4:3 i. E.)  | 0:1 (A)        | 1:0 n. V. (H)  |
| 1990/91   | UEFA-Pokal                    | 3. Runde               | Inter Mailand             | 1:4              | 0:3 (A)        | 1:1 (H)        |
| 1991/92   | UEFA-Pokal                    | 1. Runde               | Sporting Gijón            | 2:2 (2:3 i. E.)  | 0:2 (A)        | 2:0 n. V. (H)  |
| 1996/97   | UEFA-Pokal                    | Vorrunde               | Maccabi Haifa             | 4:1              | 1:0 (A)        | 3:1 (H)        |
| 1996/97   | UEFA-Pokal                    | Qualifikation          | Național Bukarest         | 0:1              | 0:0 (H)        | 0:1 (A)        |
| 1997/98   | UEFA Champions League         | 1. Qualifikationsrunde | Croatia Zagreb            | 1:5              | 1:0 (H)        | 0:5 (A)        |
| 1998/99   | Europapokal der Pokalsieger   | Qualifikation          | Dinamo Batumi             | 2:1              | 2:0 (H)        | 0:1 (A)        |
| 1998/99   | Europapokal der Pokalsieger   | 1. Runde               | Newcastle United          | (a)2:2(a)        | 1:2 (A)        | 1:0 (H)        |
| 1998/99   | Europapokal der Pokalsieger   | 2. Runde               | Lazio Rom                 | 2:3              | 0:0 (A)        | 2:3 (H)        |
| 1999/2000 | UEFA Champions League         | 1. Qualifikationsrunde | FC Flora Tallinn          | 10:10            | 6:0 (H)        | 4:0 (A)        |
| 1999/2000 | UEFA Champions League         | 2. Qualifikationsrunde | HNK Rijeka                | 6:1              | 3:1 (H)        | 3:0 (A)        |
| 1999/2000 | UEFA Champions League         | 3. Qualifikationsrunde | Spartak Moskau            | 1:5              | 0:2 (A)        | 1:3 (H)        |
| 1999/2000 | UEFA-Pokal                    | 1. Runde               | Leeds United              | 1:4              | 1:3 (H)        | 0:1 (A)        |
| 2000/01   | UEFA-Pokal                    | Qualifikation          | Sliema Wanderers          | 5:3              | 1:2 (A)        | 4:1 (H)        |
| 2000/01   | UEFA-Pokal                    | 1. Runde               | FC Porto                  | 1:2              | 1:1 (H)        | 0:1 (A)        |
| 2001/02   | UEFA-Pokal                    | Qualifikation          | FC Santa Coloma           | 8:1              | 1:0 (A)        | 7:1 (H)        |
| 2001/02   | UEFA-Pokal                    | 1. Runde               | SK Rapid Wien             | 2:5              | 1:0 (H)        | 1:5 (A)        |
| 2002/03   | UEFA Champions League         | 2. Qualifikationsrunde | Hammarby IF               | 5:1              | 1:1 (A)        | 4:0 (H)        |
| 2002/03   | UEFA Champions League         | 3. Qualifikationsrunde | FC Bayern München         | 1:6              | 0:3 (H)        | 1:3 (A)        |
| 2002/03   | UEFA-Pokal                    | 1. Runde               | Sporting Lissabon         | 6:4              | 3:1 (A)        | 3:3 n. V. (H)  |
| 2002/03   | UEFA-Pokal                    | 2. Runde               | Slavia Prag               | 4:6              | 3:1 (H)        | 1:5 n. V. (A)  |
| 2003/04   | UEFA Champions League         | 2. Qualifikationsrunde | Djurgårdens IF            | (a)3:3(a)        | 1:1 (H)        | 2:2 (A)        |
| 2003/04   | UEFA Champions League         | 3. Qualifikationsrunde | Newcastle United          | 1:1 (4:3 i. E.)  | 1:0 (H)        | 0:1 n. V. (A)  |
| 2003/04   | UEFA Champions League         | Gruppenphase           | FC Porto                  | 2:3              | 1:1 (H)        | 1:2 (A)        |
| 2003/04   | UEFA Champions League         | Gruppenphase           | Olympique Marseille       | 1:4              | 0:3 (A)        | 1:1 (H)        |
| 2003/04   | UEFA Champions League         | Gruppenphase           | Real Madrid               | 0:1              | 0:1 (A)        | 0:0 (H)        |
| 2004/05   | UEFA-Pokal                    | 2. Qualifikationsrunde | Oțelul Galați             | 1:0              | 0:0 (A)        | 1:0 (H)        |
| 2004/05   | UEFA-Pokal                    | 1. Runde               | Dinamo Bukarest           | 3:1              | 0:0 (H)        | 3:1 (A)        |
| 2004/05   | UEFA-Pokal                    | Gruppenphase           | Egaleo AO Athen           | 4:0              | 4:0 (H)        | 4:0 (H)        |
| 2004/05   | UEFA-Pokal                    | Gruppenphase           | Lazio Rom                 | 2:2              | 2:2 (A)        | 2:2 (A)        |
| 2004/05   | UEFA-Pokal                    | Gruppenphase           | FC Villarreal             | 1:1              | 1:1 (H)        | 1:1 (H)        |
| 2004/05   | UEFA-Pokal                    | Gruppenphase           | FC Middlesbrough          | 0:3              | 0:3 (A)        | 0:3 (A)        |
| 2004/05   | UEFA-Pokal                    | Sechzehntelfinale      | Dnipro Dnipropetrowsk     | 3:2              | 2:2 (H)        | 1:0 (A)        |
| 2004/05   | UEFA-Pokal                    | Achtelfinale           | ZSKA Moskau               | 1:3              | 1:1 (H)        | 0:2 (A)        |
| 2005/06   | UEFA Champions League         | 2. Qualifikationsrunde | Sheriff Tiraspol          | 2:0              | 1:0 (H)        | 1:0 (A)        |
| 2005/06   | UEFA Champions League         | 3. Qualifikationsrunde | Artmedia Bratislava       | 0:0 (3:4 i. E.)  | 0:0 (A)        | 0:0 n. V. (H)  |
| 2005/06   | UEFA-Pokal                    | 1. Runde               | Maccabi Petach Tikwa      | 4:5              | 2:0 (A)        | 2:5 (H)        |
| 2006/07   | UEFA-Pokal                    | 2. Qualifikationsrunde | NK Maribor                | 3:2              | 2:1 (H)        | 1:1 (A)        |
| 2006/07   | UEFA-Pokal                    | 1. Runde               | FC Groningen              | 4:3              | 4:2 (H)        | 0:1 (A)        |
| 2006/07   | UEFA-Pokal                    | Gruppenphase           | AS Livorno                | 1:1              | 1:1 (H)        | 1:1 (H)        |
| 2006/07   | UEFA-Pokal                    | Gruppenphase           | Maccabi Haifa             | 0:1              | 0:1 (A)        | 0:1 (A)        |
| 2006/07   | UEFA-Pokal                    | Gruppenphase           | AJ Auxerre                | 1:4              | 1:4 (H)        | 1:4 (H)        |
| 2006/07   | UEFA-Pokal                    | Gruppenphase           | Glasgow Rangers           | 0:1              | 0:1 (A)        | 0:1 (A)        |
| 2007/08   | UEFA-Pokal                    | 1. Qualifikationsrunde | HŠK Zrinjski Mostar       | 11:1 1           | 6:1 (A)        | 5:0 (H)        |
| 2008/09   | UEFA Champions League         | 2. Qualifikationsrunde | İnter Baku                | 3:1              | 1:1 (A)        | 2:0 (H)        |
| 2008/09   | UEFA Champions League         | 3. Qualifikationsrunde | Fenerbahçe Istanbul       | 3:4              | 2:2 (H)        | 1:2 (A)        |
| 2008/09   | UEFA-Pokal                    | 1. Runde               | ACS Poli Timișoara        | 3:1              | 2:1 (A)        | 1:0 (H)        |
| 2008/09   | UEFA-Pokal                    | Gruppenphase           | Sampdoria Genua           | 1:2              | 1:2 (H)        | 1:2 (H)        |
| 2008/09   | UEFA-Pokal                    | Gruppenphase           | VfB Stuttgart             | 0:2              | 0:2 (A)        | 0:2 (A)        |
| 2008/09   | UEFA-Pokal                    | Gruppenphase           | Standard Lüttich          | 0:1              | 0:1 (H)        | 0:1 (H)        |
| 2008/09   | UEFA-Pokal                    | Gruppenphase           | FC Sevilla                | 0:3              | 0:3 (A)        | 0:3 (A)        |
| 2009/10   | UEFA Champions League         | 2. Qualifikationsrunde | Rhyl FC                   | 12:00            | 4:0 (A)        | 8:0 (H)        |
| 2009/10   | UEFA Champions League         | 3. Qualifikationsrunde | APOEL Nikosia             | 1:2              | 0:2 (A)        | 1:0 (H)        |
| 2009/10   | UEFA Europa League            | Play-offs              | MŠK Žilina                | 3:1              | 1:1 (H)        | 2:0 (A)        |
| 2009/10   | UEFA Europa League            | Gruppenphase           | FC Toulouse               | 2:4              | 2:3 (H)        | 0:1 (A)        |
| 2009/10   | UEFA Europa League            | Gruppenphase           | Schachtar Donezk          | 2:4              | 1:4 (A)        | 1:0 (H)        |
| 2009/10   | UEFA Europa League            | Gruppenphase           | FC Brügge                 | 2:6              | 0:2 (A)        | 2:4 (H)        |
| 2010/11   | UEFA Champions League         | 2. Qualifikationsrunde | FC Pjunik Jerewan         | 4:1              | 3:1 (H)        | 1:0 (A)        |
| 2010/11   | UEFA Champions League         | 3. Qualifikationsrunde | HJK Helsinki              | 5:1              | 3:0 (H)        | 2:1 (A)        |
| 2010/11   | UEFA Champions League         | Play-offs              | RSC Anderlecht            | 4:4 (3:2 i. E.)  | 2:2 (H)        | 2:2 n. V. (A)  |
| 2010/11   | UEFA Champions League         | Gruppenphase           | Schachtar Donezk          | 0:4              | 0:1 (A)        | 0:3 (H)        |
| 2010/11   | UEFA Champions League         | Gruppenphase           | FC Arsenal                | 2:6              | 1:3 (H)        | 1:3 (A)        |
| 2010/11   | UEFA Champions League         | Gruppenphase           | Sporting Braga            | 0:3              | 0:2 (A)        | 0:1 (H)        |
| 2011/12   | UEFA Champions League         | 2. Qualifikationsrunde | KF Shkëndija              | 4:1              | 3:1 (H)        | 1:0 (A)        |
| 2011/12   | UEFA Champions League         | 3. Qualifikationsrunde | KRC Genk                  | 2:3              | 1:2 (A)        | 1:1 (H)        |
| 2011/12   | UEFA Europa League            | Play-offs              | Shamrock Rovers           | 2:3              | 1:1 (A)        | 1:2 n. V. (H)  |
| 2012/13   | UEFA Champions League         | 2. Qualifikationsrunde | FC Valletta               | 7:2              | 4:1 (A)        | 3:1 (H)        |
| 2012/13   | UEFA Champions League         | 3. Qualifikationsrunde | AEL Limassol              | 0:2              | 0:1 (A)        | 0:1 (H)        |
| 2012/13   | UEFA Europa League            | Play-offs              | Tromsø IL                 | (a)3:3(a)        | 2:3 (A)        | 1:0 (H)        |
| 2012/13   | UEFA Europa League            | Gruppenphase           | Neftçi Baku PFK           | 1:1              | 0:0 (H)        | 1:1 (A)        |
| 2012/13   | UEFA Europa League            | Gruppenphase           | Rubin Kasan               | 1:3              | 0:2 (A)        | 1:1 (H)        |
| 2012/13   | UEFA Europa League            | Gruppenphase           | Inter Mailand             | 1:4              | 0:1 (A)        | 1:3 (H)        |
| 2013/14   | UEFA Champions League         | 2. Qualifikationsrunde | FC Schirak Gjumri         | (a)1:1(a)        | 1:1 (A)        | 0:0 (H)        |
| 2013/14   | UEFA Champions League         | 3. Qualifikationsrunde | Ludogorez Rasgrad         | 1:3              | 1:2 (A)        | 0:1 (H)        |
| 2013/14   | UEFA Europa League            | Play-offs              | FC Thun                   | 1:3              | 1:0 (H)        | 0:3 (A)        |
| 2014/15   | UEFA Champions League         | 2. Qualifikationsrunde | HB Tórshavn               | 6:1              | 3:0 (H)        | 3:1 (A)        |
| 2014/15   | UEFA Champions League         | 3. Qualifikationsrunde | Ludogorez Rasgrad         | (a)2:2(a)        | 0:0 (A)        | 2:2 (H)        |
| 2014/15   | UEFA Europa League            | Play-offs              | Neftçi Baku PFK           | 5:3              | 3:2 (H)        | 2:1 (A)        |
| 2014/15   | UEFA Europa League            | Gruppenphase           | Tottenham Hotspur         | 0:1              | 0:0 (H)        | 0:1 (A)        |
| 2014/15   | UEFA Europa League            | Gruppenphase           | Asteras Tripolis          | 0:2              | 0:2 (A)        | 0:0 (H)        |
| 2014/15   | UEFA Europa League            | Gruppenphase           | Beşiktaş Istanbul         | 1:6              | 0:4 (H)        | 1:2 (A)        |
| 2015/16   | UEFA Champions League         | 2. Qualifikationsrunde | FC Dila Gori              | 3:0              | 1:0 (H)        | 2:0 (A)        |
| 2015/16   | UEFA Champions League         | 3. Qualifikationsrunde | Steaua Bukarest           | 5:3              | 1:1 (A)        | 4:2 (H)        |
| 2015/16   | UEFA Champions League         | Play-offs              | BATE Baryssau             | (a)2:2(a)        | 0:1 (A)        | 2:1(H)         |
| 2015/16   | UEFA Europa League            | Gruppenphase           | AZ Alkmaar                | 5:3              | 3:2 (H)        | 2:1 (A)        |
| 2015/16   | UEFA Europa League            | Gruppenphase           | FC Augsburg               | 4:4              | 3:1 (A)        | 1:3 (H)        |
| 2015/16   | UEFA Europa League            | Gruppenphase           | Athletic Bilbao           | 1:7              | 0:2 (H)        | 1:5 (A)        |
| 2016/17   | UEFA Europa League            | 2. Qualifikationsrunde | Zagłębie Lubin            | 0:0 (3:4 i. E.)  | 0:0 (H)        | 0:0 n. V. (A)  |
| 2017/18   | UEFA Champions League         | 2. Qualifikationsrunde | FK Budućnost Podgorica    | 2:0              | 2:0 (H)        | 0:0 (A)        |
| 2017/18   | UEFA Champions League         | 3. Qualifikationsrunde | Olympiakos Piräus         | 3:5              | 1:3 (H)        | 2:2 (A)        |
| 2017/18   | UEFA Europa League            | Play-offs              | Videoton FC               | 4:0              | 0:0 (H)        | 4:0 (A)        |
| 2017/18   | UEFA Europa League            | Gruppenphase           | Young Boys Bern           | 3:2              | 1:1 (A)        | 2:1 (H)        |
| 2017/18   | UEFA Europa League            | Gruppenphase           | Dynamo Kiew               | 3:7              | 2:3 (H)        | 1:4 (A)        |
| 2017/18   | UEFA Europa League            | Gruppenphase           | KF Skënderbeu Korça       | 2:0              | 0:0 (A)        | 2:0 (H)        |
| 2017/18   | UEFA Europa League            | Sechzehntelfinale      | Viktoria Pilsen           | 1:3              | 1:1 (H)        | 0:2 (A)        |
| 2018/19   | UEFA Europa League            | 1. Qualifikationsrunde | FK Rudar Pljevlja         | 6:0              | 3:0 (A)        | 3:0 (H)        |
| 2018/19   | UEFA Europa League            | 2. Qualifikationsrunde | FK Trakai                 | 2:1              | 1:0 (H)        | 1:1 (A)        |
| 2018/19   | UEFA Europa League            | 3. Qualifikationsrunde | FC Nordsjælland           | 5:3              | 2:1 (A)        | 3:2 (H)        |
| 2018/19   | UEFA Europa League            | Play-offs              | Beşiktaş Istanbul         | 1:4              | 1:1 (H)        | 0:3 (A)        |
| 2019/20   | UEFA Europa League            | 2. Qualifikationsrunde | Connah’s Quay Nomads      | 4:0              | 1:0 (A)        | 3:0 (H)        |
| 2019/20   | UEFA Europa League            | 3. Qualifikationsrunde | Yeni Malatyaspor          | 3:2              | 3:1 (H)        | 0:1 (A)        |
| 2019/20   | UEFA Europa League            | Play-offs              | Molde FK                  | 3:2              | 2:1 (H)        | 1:1 (A)        |
| 2019/20   | UEFA Europa League            | Gruppenphase           | AZ Alkmaar                | 4:4              | 2:2 (H)        | 2:2 (A)        |
| 2019/20   | UEFA Europa League            | Gruppenphase           | FK Astana                 | 6:2              | 2:1 (A)        | 4:1 (H)        |
| 2019/20   | UEFA Europa League            | Gruppenphase           | Manchester United         | 0:5              | 0:1 (H)        | 0:3 (A)        |
| 2020/21   | UEFA Europa League            | 1. Qualifikationsrunde | FK RFS                    | 1:0              | 1:0 (H)        | 1:0 (H)        |
| 2020/21   | UEFA Europa League            | 2. Qualifikationsrunde | Sfîntul Gheorghe Suruceni | 1:0              | 1:0 n. V. (A)  | 1:0 n. V. (A)  |
| 2020/21   | UEFA Europa League            | 3. Qualifikationsrunde | Sporting Charleroi        | 1:2              | 1:2 n. V. (A)  | 1:2 n. V. (A)  |
| 2021/22   | UEFA Europa Conference League | 2. Qualifikationsrunde | DAC Dunajska Streda       | 3:0              | 1:0 (H)        | 2:0 (A)        |
| 2021/22   | UEFA Europa Conference League | 3. Qualifikationsrunde | PFK Sotschi               | 3:3 (4:2 i. E.)  | 1:1 (A)        | 2:2 n. V. (H)  |
| 2021/22   | UEFA Europa Conference League | Play-offs              | CD Santa Clara            | 3:2              | 1:2 (A)        | 2:0 (H)        |
| 2021/22   | UEFA Europa Conference League | Gruppenphase           | Anorthosis Famagusta      | 3:1              | 2:0 (A)        | 1:1 (H)        |
| 2021/22   | UEFA Europa Conference League | Gruppenphase           | Flora Tallinn             | 2:1              | 2:0 (H)        | 0:1 (A)        |
| 2021/22   | UEFA Europa Conference League | Gruppenphase           | KAA Gent                  | 1:2              | 0:1 (H)        | 1:1 (A)        |
| 2021/22   | UEFA Europa Conference League | Zwischenrunde          | Sparta Prag               | 3:1              | 1:0 (A)        | 2:1 (H)        |
| 2021/22   | UEFA Europa Conference League | Achtelfinale           | Feyenoord Rotterdam       | 3:8              | 2:5 (H)        | 1:3 (A)        |
| 2022/23   | UEFA Europa League            | 3. Qualifikationsrunde | AEK Larnaka               | 3:4              | 1:2 (A)        | 2:2 (H)        |
| 2022/23   | UEFA Europa Conference League | Play-offs              | Ħamrun Spartans           | 7:4              | 4:1 (H)        | 3:3 (A)        |
| 2022/23   | UEFA Europa Conference League | Gruppenphase           | 1. FC Slovácko            | 4:4              | 3:3 (A)        | 1:1 (H)        |
| 2022/23   | UEFA Europa Conference League | Gruppenphase           | OGC Nizza                 | 2:3              | 1:1 (H)        | 1:2 (A)        |
| 2022/23   | UEFA Europa Conference League | Gruppenphase           | 1. FC Köln                | 3:0              | 1:0 (A)        | 2:0 (H)        |
| 2022/23   | UEFA Europa Conference League | Zwischenrunde          | Sheriff Tiraspol          | 2:3              | 1:0 (A)        | 1:3 (H)        |
| 2023/24   | UEFA Europa Conference League | 3. Qualifikationsrunde | Sabah FK                  | 2:2 (5:4 i. E.)  | 0:2 (A)        | 2:0 n. V. (H)  |
| 2023/24   | UEFA Europa Conference League | Play-offs              | FC Nordsjælland           | 0:6              | 0:5 (A)        | 0:1 (H)        |
| 2024/25   | UEFA Champions League         | 2. Qualifikationsrunde | Dynamo Kiew               | 2:9              | 2:6 (A)        | 0:3 (H)        |
| 2024/25   | UEFA Europa League            | 3. Qualifikationsrunde | FC Lugano                 | 2:3              | 0:1 (H)        | 2:2 n. V. (A)  |
| 2024/25   | UEFA Conference League        | Play-offs              | KAA Gent                  | 0:2              | 0:1 (H)        | 0:2 (A)        |
| 2025/26   | UEFA Europa League            | 1. Qualifikationsrunde | AEK Larnaka               | 2:2- (5:6 i. E.) | 0:1 (A)        | 2:1 n. V. (H)  |
| 2025/26   | UEFA Conference League        | 2. Qualifikationsrunde | FK Oleksandrija           | 6:0              | 2:0 (A)        | 4:0 (H)        |
| 2025/26   | UEFA Conference League        | 3. Qualifikationsrunde | Hibernian Edinburgh       | 3:4              | 0:2 (H)        | 3:2 n. V. (H)  |

Legende: (H) – Heimspiel, (A) – Auswärtsspiel, (N) – neutraler Platz, (a) – Auswärtstorregel, (i. E.) – im Elfmeterschießen, (n. V.) – nach Verlängerung
| Wettbewerb                  | Spiele | S   | U  | N   | T+  | T-  |
| --------------------------- | ------ | --- | -- | --- | --- | --- |
| UEFA Champions League       | 107    | 041 | 24 | 042 | 162 | 143 |
| Europapokal der Pokalsieger | 012    | 004 | 01 | 007 | 019 | 021 |
| Messepokal                  | 08     | 002 | 03 | 003 | 010 | 014 |
| UEFA-Pokal / Europa League  | 156    | 061 | 36 | 059 | 222 | 214 |
| Conference League           | 036    | 015 | 08 | 013 | 050 | 046 |
| Gesamt                      | 319    | 123 | 72 | 124 | 463 | 438 |

Stand: 14. August 2025